# Pavel Tjerenkov
Pavel Aleksejevitj Tjerenkov (Павел Алексеевич Черенков), född 28 juli 1904 i Novaja Tjigla, Voronezj, död 6 januari 1990  i Moskva, var en sovjetisk fysiker. År 1958 tilldelades han Nobelpriset i fysik ”för upptäckten och tolkningen av Tjerenkoveffekten”. Han delade priset med Ilja Frank och Igor Jevgenjevitj Tamm.
Tjerenkov var verksam som forskare vid Lebedevinstitutet för fysik i Moskva från 1930. Samma år gifte han sig med Marija Putintseva. De fick två barn; sonen Aleksej och dottern Jelena.
Tjerenkov observerade det som senare kom att kallas tjerenkovstrålning år 1934. Fenomenet förklarades av Frank och Tamm tre år senare.
Tjerenkov blev doktor i fysisk-matematisk vetenskap 1940 och professor i experimentell fysik 1953.

## Utmärkelser

### Ordnar
- Hedersmärke-orden
- Arbetets Röda Fanas orden
- Leninorden

### Vetenskapliga priser
- Nobelpriset i fysik,  1958[4][5]

### Övrigt
- Statliga Stalinpriset[6]
- Jubileumsmedalj ”40-årsdagen av segern i det Stora Fäderneslandkriget 1941-1945”[6]

Redigera Wikidata

## Namn

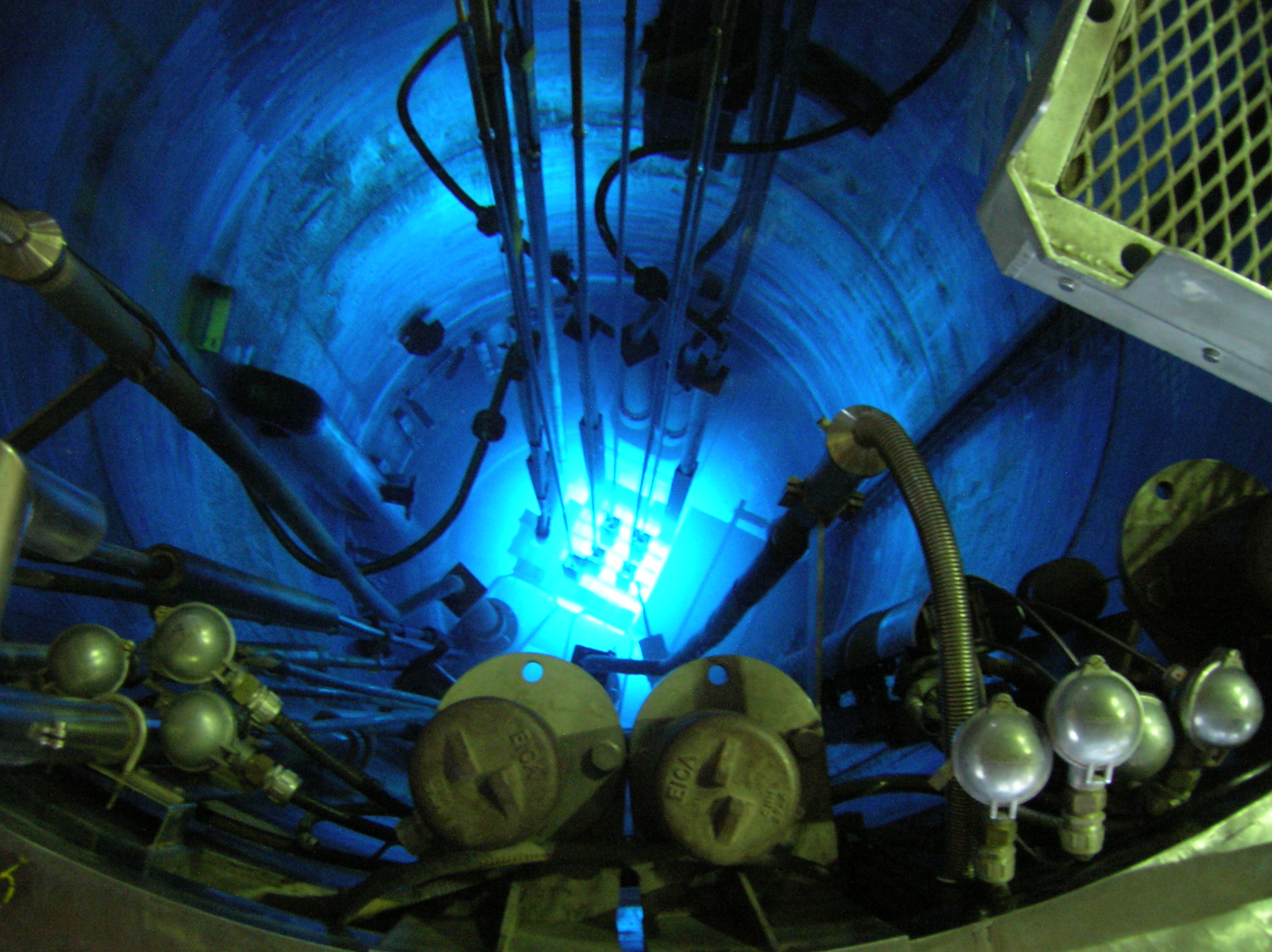
Tjerenkovstrålning i en reaktor.

Черенков med kyrilliska bokstäver kan transkriberas till andra språk som Čerenkov, Cerenkow, Cherenkov med mera.
Förutom Tjerenkovstrålning har Tjerenkov också gett namn åt Tjerenkovdetektorn, en typ av partikeldetektor som är baserad på Tjerenkovstrålning. ”Tjerenkovdriften” i Robert A. Heinleins SF-novell Starship Troopers fick säkert sitt namn till minne av Tjerenkov och hans verk.